# Зейнел Абедин паша теке
Зейнел Абедин паша теке (на македонска литературна норма: Зејнел Абедин паша теќе; на турски: Pir Mehmed Hayâtî Hz. Halvetî Tekkesi, Zeynelabidin Paşa Camii ) е халветийско теке в град Охрид, Северна Македония.

## Местоположение
Текето е разположено на Охридската чаршия, на самия площад с вековния чинар.

## История
Според надпис, пазен в текето, след пристигането на Пир Хаяти Баба в 1766 година, ръководителите получават титлата шейх. След като получава хилафет от карабаша на Сяр, Шейх Мехмед Хаяти пристига в Охрид, където основава текето на халветийския орден с ферман на султана. За джамийната сграда някои смятат, че е изградена в XV век като медресе. Към края на XVI век е превърната в теке джамия. Текето е майка на Хасан Баба теке в Струга и на текетата в Кичево и Щип, които са му били подчинени.
На 22 март 1968 година Зейнел Абедин паша теке е обявено за паметник на културата.

## Архитектура
Текето (джамия) има всички необходими помещения – семхана, халвет, зимен и летен кафе оджак, молитвено помещение и мисахирхана, стая за гости. Минарето е построено в XVII век и е запазено в оригиналния си вид.
Част от комплекса е Хаяти Баба тюрбе от XVIII век, в което е погребан основателят на текето. Шейховата къща от XIX век е факсимилно обновена в XX век, Зекерия шадраван е от XIX век. В комплекса има и две групи гробове - едните при входа, до джамията, а другите на запад от тюрбето. В тях са погребвани членовете на семействата на шейховете и прислугата на текето, както и дарители.